# Guglielmo Vicario
Guglielmo Vicario (sinh ngày 7 tháng 10 năm 1996) là một cầu thủ bóng đá chuyên nghiệp người Ý hiện đang thi đấu ở vị trí thủ môn cho câu lạc bộ Premier League Tottenham Hotspur và đội tuyển bóng đá quốc gia Ý.

## Sự nghiệp câu lạc bộ

### Udinese và Fontanafredda
Sinh ra ở Udine, Vicario chơi cho đội trẻ Donatello Calcio Udine, ASD Bearzi Calcio, ASD Cormor Calcio Amatori và ASD Ancona Udine trước khi gia nhập đội Primavera của Udinese vào năm 2013. Tại Udinese, anh chủ yếu là lựa chọn thứ ba sau Alex Meret và Simone Scuffet ở vị trí thủ môn và gia nhập câu lạc bộ Serie D Fontanafredda theo dạng cho mượn trong mùa giải 2014–15.

### Venezia
Năm 2015, Vicario chuyển đến Venezia tại Serie D theo dạng cho mượn từ Udinese. Vào ngày 5 tháng 7 năm 2016, sau khi được đá chính thường xuyên khi câu lạc bộ thăng hạng, anh đã ký hợp đồng dài hạn.
Với tư cách là thủ môn dự bị cho Davide Facchin trong phần lớn mùa giải, Vicario ra mắt Lega Pro vào ngày 5 tháng 3 năm 2017, bắt đầu trong chiến thắng 4–1 trên sân khách trước Teramo. Anh xuất hiện trong hai trận đấu nữa khi Venezia thăng hạng lần thứ hai liên tiếp.
Sau khi trải qua mùa giải Serie B 2017–18 với tư cách là lựa chọn thứ hai ở vị trí thủ môn bên cạnh cầu thủ tân binh Emil Audero, Vicario trở thành thủ môn chính của Venezia trong mùa giải 2018–19 khi đội suýt phải xuống hạng.

### Cagliari
Vào ngày 17 tháng 7 năm 2019, Vicario ký hợp đồng 5 năm với Cagliari. Tám ngày sau, anh gia nhập Perugia theo dạng cho mượn kéo dài một mùa giải. Sau thời gian cho mượn đó, anh trở lại Cagliari vào tháng 7 năm. Sau đó, anh trở thành cầu thủ đá chính thường xuyên cho Perugia và có trận ra mắt tại Serie A vào ngày 11 tháng 4 năm 2021 trong trận thua 1–0 trên chuyến làm  trước Inter Milan.

### Empoli
Vào ngày 9 tháng 7 năm 2021, Vicario gia nhập câu lạc bộ Empoli tại Serie A theo dạng cho mượn với tùy chọn mua. Vào ngày 18 tháng 6 năm 2022, Empoli thực hiện quyền mua cho anh.
Vào ngày 4 tháng 2 năm 2023, Vicario thực hiện ba pha cứu thua trong trận thất bại trước Roma ở giải VĐQG trong khi những pha cứu thua liên tiếp của anh được nhiều khán giả tán thưởng.

### Tottenham Hotspur
Vào ngày 27 tháng 6 năm 2023, Vicario chuyển đến Tottenham Hotspur theo hợp đồng có thời hạn 5 năm với trị giá là 17 triệu bảng Anh. Vicario đá chính trong trận ra mắt cho Tottenham vào ngày 13 tháng 8 trong trận đấu đầu tiên của câu lạc bộ tại mùa giải Premier League 2023–24, trong trận sân khách gặp Brentford. Vicario giữ sạch lưới đầu tiên cho Tottenham trong trận đấu tiếp theo, trong chiến thắng 2–0 trước Manchester United vào ngày 19 tháng 8 năm 2023.
Vicario được đề cử giải Pha cứu thu xuất sắc nhất tháng năm tháng liên tiếp, từ tháng 8 năm 2023 đến tháng 12 năm 2023. Anh lại được đề cử giải đó vào tháng 2 năm 2024 khi đứng thứ sáu trong tổng số bảy đề cử tại mùa giải Premier League 2023–24 cho đến nay.
Vào ngày 29 tháng 2 năm 2024, Vicario đã giành được giải Thủ môn xuất sắc nhất năm năm tại London Football Awards.

## Sự nghiệp quốc tế
Vicario lần đầu tiên được triệu tập lên đội tuyển quốc gia Ý vào tháng 9 năm 2022 khi huấn luyện viên Roberto Mancini bổ nhiệm anh vào đội hình tham dự các trận đấu tại UEFA Nations League gặp Anh và Hungary.
Vicario giữ sạch lưới trong trận ra mắt đội tuyển quốc gia Ý trong chiến thắng 2–0 trước Ecuador tại một trận giao hữu vào ngày 24 tháng 3 năm 2024.
Vicario có tên trong đội đội hình sơ bộ của Ý tham dự UEFA Euro 2024.

## Thống kê sự nghiệp

### Câu lạc bộ
Tính đến 19 tháng 5 năm 2024
| Câu lạc bộ           | Mùa giải            | Giải vô địch        | Giải vô địch | Giải vô địch | Cúp quốc gia | Cúp quốc gia | Cúp Liên đoàn | Cúp Liên đoàn | Khác | Khác | Tổng cộng | Tổng cộng |
| Câu lạc bộ           | Mùa giải            | Hạng đấu            | Trận         | Bàn          | Trận         | Bàn          | Trận          | Bàn           | Trận | Bàn  | Trận      | Bàn       |
| -------------------- | ------------------- | ------------------- | ------------ | ------------ | ------------ | ------------ | ------------- | ------------- | ---- | ---- | --------- | --------- |
| Udinese              | 2013–14             | Serie A             | 0            | 0            | 0            | 0            | —             | —             | —    | —    | 0         | 0         |
| Fontanafredda (mượn) | 2014–15             | Serie D             | 30           | 0            | —            | —            | —             | —             | —    | —    | 30        | 0         |
| Venezia              | 2015–16             | Serie D             | 36           | 0            | —            | —            | —             | —             | 2    | 0    | 38        | 0         |
| Venezia              | 2016–17             | Serie C             | 2            | 0            | —            | —            | —             | —             | 8    | 0    | 10        | 0         |
| Venezia              | 2017–18             | Serie B             | 7            | 0            | 0            | 0            | —             | —             | 0    | 0    | 7         | 0         |
| Venezia              | 2018–19             | Serie B             | 32           | 0            | 0            | 0            | —             | —             | 2    | 0    | 34        | 0         |
| Venezia              | Tổng cộng           | Tổng cộng           | 77           | 0            | 0            | 0            | 0             | 0             | 12   | 0    | 89        | 0         |
| Perugia (mượn)       | 2019–20             | Serie B             | 35           | 0            | 2            | 0            | —             | —             | 2    | 0    | 39        | 0         |
| Cagliari             | 2020–21             | Serie A             | 4            | 0            | 3            | 0            | —             | —             | —    | —    | 7         | 0         |
| Empoli (mượn)        | 2021–22             | Serie A             | 38           | 0            | 1            | 0            | —             | —             | —    | —    | 39        | 0         |
| Empoli               | 2022–23             | Serie A             | 31           | 0            | 1            | 0            | —             | —             | —    | —    | 32        | 0         |
| Empoli               | Tổng cộng           | Tổng cộng           | 69           | 0            | 2            | 0            | 0             | 0             | 0    | 0    | 71        | 0         |
| Tottenham Hotspur    | 2023–24             | Premier League      | 38           | 0            | 2            | 0            | 0             | 0             | —    | —    | 40        | 0         |
| Tổng cộng sự nghiệp  | Tổng cộng sự nghiệp | Tổng cộng sự nghiệp | 253          | 0            | 9            | 0            | 0             | 0             | 14   | 0    | 276       | 0         |

1. ↑  Bao gồm Coppa Italia và FA Cup
2. ↑  Bao gồm Cúp EFL
3. ↑  Ra sân tại Serie D Scudetto Dilettanti
4. ↑  Ra sân bảy lần tại Coppa Italia Lega Pro, ra sân một lần tại Supercoppa di Lega Pro
5. 1 2  Ra sân tại play-off thăng/xuống hạng Serie B

### Quốc tế
Tính đến 4 tháng 6 năm 2024
| Đội tuyển quốc gia | Năm       | Trận | Bàn |
| ------------------ | --------- | ---- | --- |
| Ý                  | 2024      | 2    | 0   |
| Tổng cộng          | Tổng cộng | 2    | 0   |

## Danh hiệu
Tottenham Hotspur
- UEFA Europa League: 2024–25[23]

Venezia
- Serie C/Serie C1: 2016–17
- Coppa Italia Lega Pro: 2016–17

Đội tuyển Ý
- UEFA Nations League hạng ba: 2022–23

### Cá nhân
- Thủ môn xuất sắc nhất của London Football Awards: 2024[24]